# Yamatarotes aequoris
Yamatarotes aequoris är en stekelart som beskrevs av Setsuya Momoi 1968. Yamatarotes aequoris ingår i släktet Yamatarotes och familjen brokparasitsteklar. Inga underarter finns listade i Catalogue of Life.